# Lamborghini Espada
Der Lamborghini Espada ist ein viersitziges Coupé. Es wurde von 1968 bis 1978 von Lamborghini in Italien gebaut. Im Espada verband Lamborghini seinen Zwölfzylindermotor mit einer langgestreckten Fließheckkarosserie, die als Meilenstein des Automobildesigns gilt.  Die Modellbezeichnung Espada ist spanisch (‚Schwert‘) und bezieht sich auf den Degen, den der Matador beim Stierkampf benutzt.

## Modellgeschichte
Der werksintern als Tipo 108 bezeichnete Espada war nach dem 350 GT/400 GT, dem Islero und dem Miura das vierte Modell der 1963 gegründeten Marke. Als erster voll viersitziger Gran Turismo war er das Ergebnis von Ferruccio Lamborghinis Bemühungen, eine breite Modellpalette anzubieten. Der Espada entstand in drei Serien. Insgesamt produzierte Lamborghini 1217 Exemplare des Coupés.
Die Produktion des Espada wurde 1978 eingestellt, als sich Lamborghini in wirtschaftlichen Schwierigkeiten befand. Zu dieser Zeit hatte Lamborghini hohe Schulden bei Zulieferern, unter anderem bei Bertone, wo die Karosserie hergestellt wurde. Lamborghini konzentrierte sich in der Folgezeit auf den Countach, der – anders als der Espada – nahezu vollständig im eigenen Werk hergestellt wurde und Gewinn abwarf.

## Einzelheiten

### Karosserie

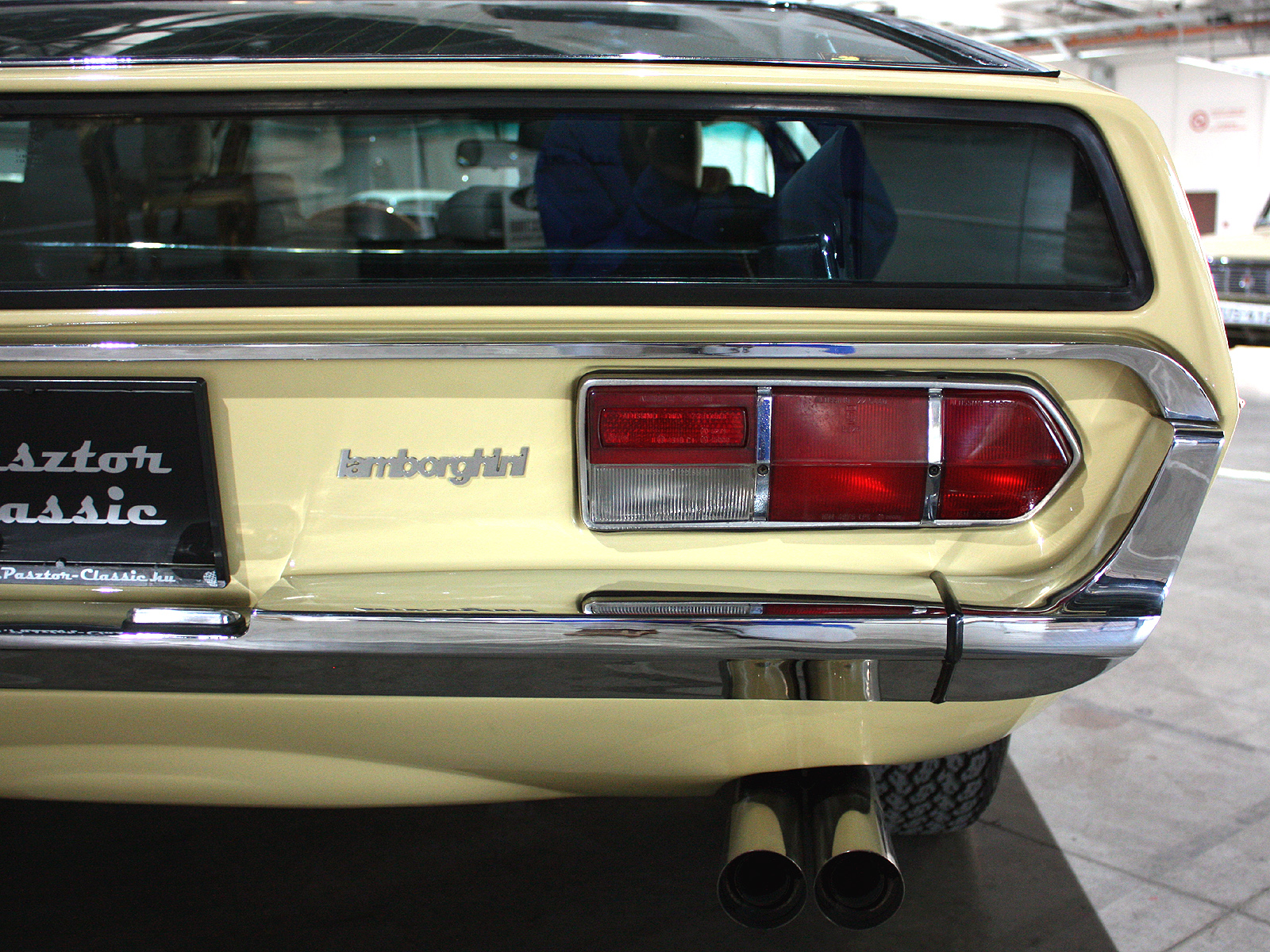
Besonderes Merkmal des Espada-Hecks: senkrecht stehende zweite Heckscheibe

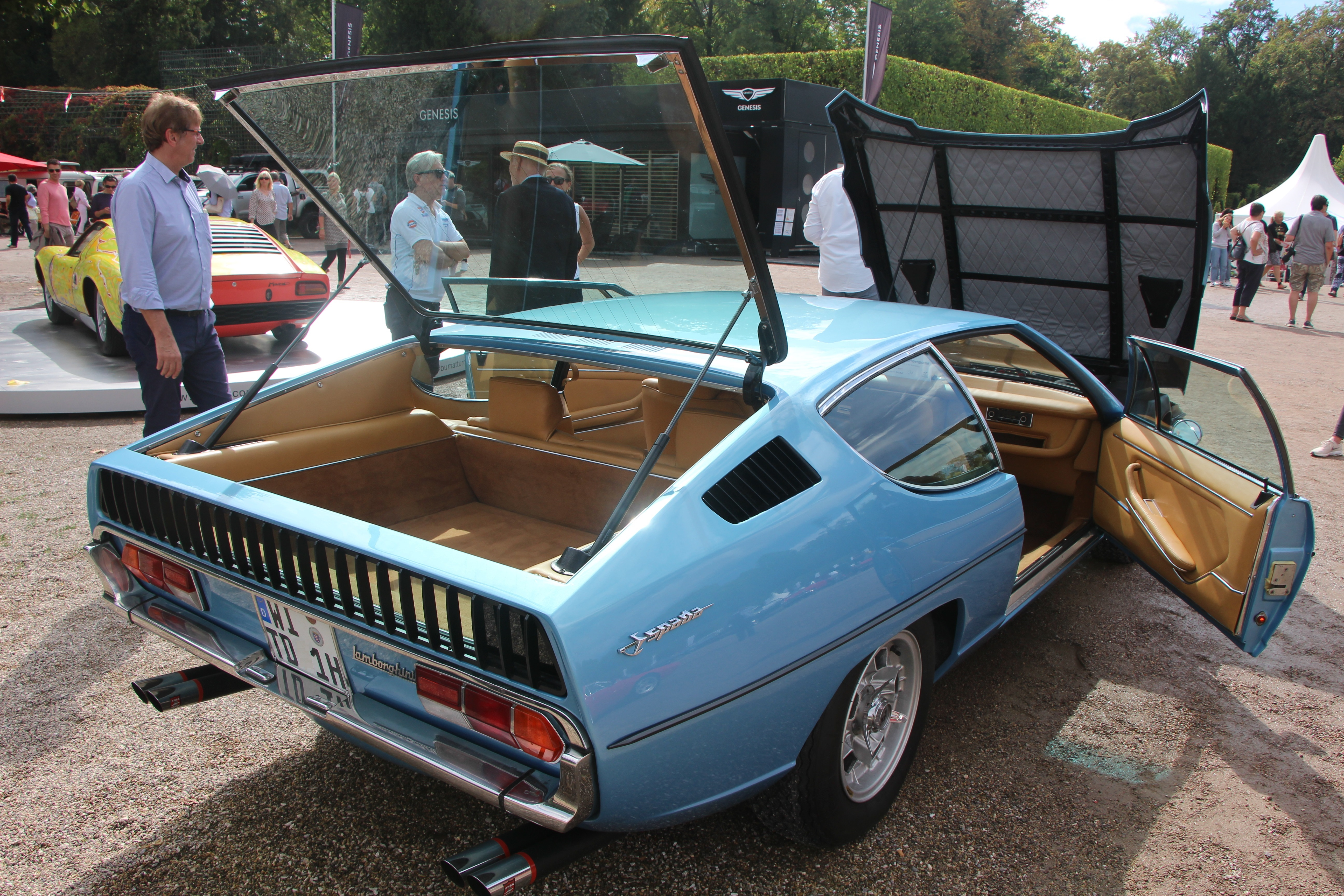
Heckseitenansicht mit Gepäckraum und nach vorn öffnender Motorhaube

Die Karosserie des Espada wurde von Bertone entworfen. Ausführender Designer war Marcello Gandini. Die Form wurde aus zwei Entwürfen entwickelt, die Bertone 1967 der Öffentlichkeit vorgestellt hatte. In vielen Darstellungen wird Bertones Konzeptfahrzeug Lamborghini Marzal als unmittelbarer Vorgänger des Espada genannt. Tatsächlich hat der Espada mit diesem Mittelmotorcoupé mit großflächig verglasten Flügeltüren nur das seitliche Profil gemein. Größere Ähnlichkeit besteht zum Bertone Pirana, einem Frontmotorcoupé, das auf der Basis des Jaguar E-Type entstanden war. So wurde die Karosserie des ersten Espada-Prototyps auf der Holzform des Pirana getrieben.
Der Espada ist ungeachtet seiner Höhe von nur 118 cm ein vollwertiger Viersitzer. Die Heckscheibe verläuft flach nach hinten und dient zugleich als Kofferraumklappe. An ihrem Ende ist eine senkrecht stehende zweite Heckscheibe untergebracht, um die Sicht nach hinten zu erhöhen. Ein ähnliches Gestaltungsmerkmal zeigte sich später beim – ebenfalls von Gandini entworfenen – Maserati Khamsin, aber auch beim Honda CRX (zweite Generation), beim Citroën XM, smart roadster coupé, Mercedes-Benz CL 203 (C-Klasse Coupé, erste Generation), Toyota Prius (ab der zweiten Generation) sowie Citroën C4 Coupé.
Die Karosserie bestand aus Stahlblech, lediglich die Motorhaube war aus Aluminium gefertigt.

### Technik
Der Lamborghini Espada kam im selben Jahr auf den Markt wie der Lamborghini Islero, die Technik beider Modelle ist zu einem großen Teil gleich.
Der Espada war ursprünglich mit einem 239 kW (325 PS) starken Zwölfzylinder-V-Motor mit 4-Liter Hubraum ausgerüstet. Er hatte Einzelradaufhängungen an allen Rädern und vier Scheibenbremsen. Die meisten Espada waren mit einem Schaltgetriebe versehen. Er wurde aber auch mit einem der ersten Automatikgetriebe angeboten, das in der Lage war, das Drehmoment eines großen V12-Motors zu verkraften. Es hatte eine ungewöhnliche Getriebeauslegung mit den drei Stufen: Fahrt, 1 und Rückwärts.

### Produktionsprozess
Die Fertigung des Espada war zu einem hohen Anteil fremdvergeben. Das Chassis und die Rahmenkonstruktion wurde bei der Carrozzeria Marchesi in Mailand hergestellt, die Karosserie entstand bei Bertone in Turin. Erst nachdem Bertone die Karosserie auf den Rahmen gesetzt und die Inneneinrichtung eingebaut hatte, wurden die Fahrzeuge nach Sant’Agata Bolognese transportiert, wo Lamborghini-Mechaniker den Motor, das Getriebe und die Aufhängung installierten.

### Modifikationen
Der Espada wurde 1968 auf dem Genfer Automobilsalon vorgestellt.
Während seiner zehnjährigen Produktionszeit war der Espada einigen Veränderungen unterworfen. Drei verschiedene Modelle wurden insgesamt produziert. Dies waren der S1 (1968–1970), der S2 (1970–1972) und der S3 (1972–1978). Jede Modellgeneration bekam einen verbesserten Motor. An der äußeren Form wurden nur wenige Details geändert. Die Innenausstattung veränderte sich mit jedem Modellwechsel dramatisch. Ein völlig neues Armaturenbrett und Lenkrad wurde in den S2 eingebaut. Die Innenausstattung wurde für den S3 ein weiteres Mal verändert. 1970 wurde eine Servolenkung als Sonderausstattung angeboten. Ab 1974 wurde das automatische Getriebe angeboten. 1975 wurden stoßabsorbierende Stoßstangen eingeführt, um die Sicherheitsbestimmungen in den USA zu erfüllen.

## Abwandlungen

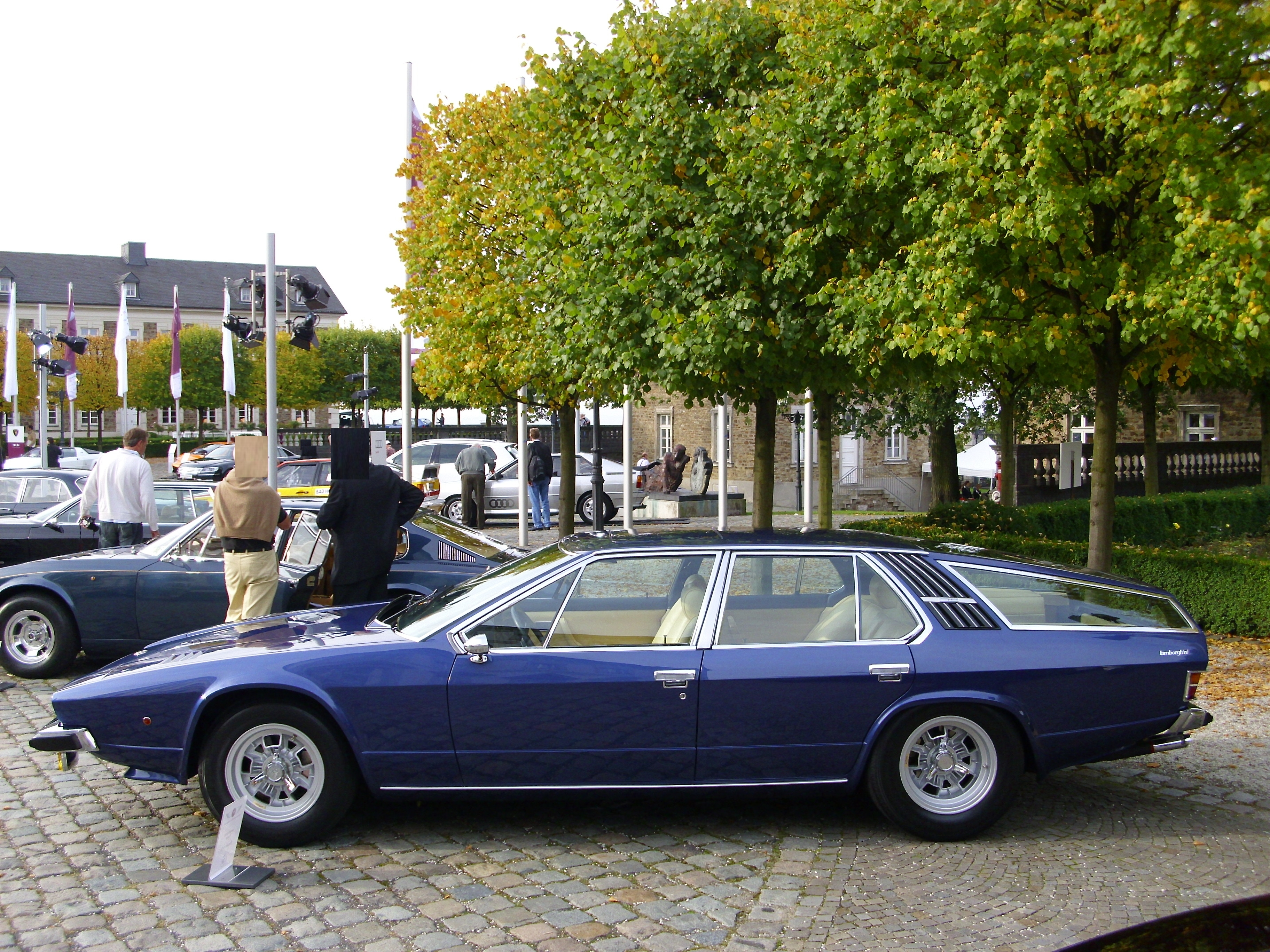
„Viertüriges Fließheckcoupé“ auf Espada-Basis: Lamborghini Faena

In den frühen 1970er Jahren zeichnete Bertone eine viertürige Version des Espada; eine Serienproduktion ergab sich jedoch nicht. 1978 konstruierte Pietro Frua auf der Grundlage eines verlängerten Espada-Chassis den viertürigen Lamborghini Faena, von dem ein Exemplar hergestellt wurde. Frua und Lamborghini stellten den Faena 1978 und 1980 öffentlich aus. Eine Serienproduktion kam jedoch auch hier nicht zustande. Der Faena existiert noch.

## Technische Daten
| Espada           | Espada |
| ---------------- | --- |
| Motor            | V12-Motor mit 60° Bankwinkel, vorn eingebaut, Block und Zylinderkopf aus Leichtmetall, nasse Laufbuchsen              |
| Hubraum          | 3929 cm³ |
| Bohrung × Hub    | 82 × 62 mm |
| Ventilsteuerung  | Tassenstößel, zwei oben liegende Nockenwellen je Zylinderbank, Antrieb über Kette                                     |
| Verdichtung      | 9,5:1 |
| Vergaser         | 6 Weber-Doppelvergaser                                                                                                |
| Leistung         | 239 kW (325 PS) bei 6500/min (ab 1970: 257 kW (350 PS) bei 7500/min)                                                  |
| Drehmoment       | 374 Nm bei 4500/min (ab 1970: 392 Nm bei 5500/min)                                                                    |
| Kraftübertragung | Hinterradantrieb, voll synchronisiertes Lamborghini-Fünfganggetriebe, Lamborghini-Differenzial, Achsantrieb 4,5:1     |
|                  | |
| Fahrwerk         | |
| vorne und hinten | Doppel-Dreieckslenker und Schraubenfedern, Teleskopstoßdämpfer, Querstabilisator                                      |
|                  | |
| Lenkung          | ZF Rollenlenkung, ab 1970 auf Wunsch mit Servounterstützung (ab 1973 Serie), 4,3 Umdrehungen von Anschlag zu Anschlag |
|                  | |
| Bremsen          | Zweikreisbremssystem mit Bremskraftverstärker                                                                         |
| Vorne            | Girling-Scheiben, 300 mm Durchmesser                                                                                  |
| Hinten           | Girling-Scheiben, 280 mm Durchmesser                                                                                  |
|                  | |
| Felgen/Reifen    | 7J×15-Zoll-Leichtmetallräder, Zentralverschluss mit Flügelmutter; Pirelli Cinturato CN 72 205 VR 15                   |
|                  | |
| Karosserie       | Viersitziges, zweitüriges Coupé in Stahlblech von Bertone                                                             |
|                  | |
| Abmessungen      | |
| Länge            | 4670 mm |
| Radstand         | 2650 mm |
| Spurweite        | 1490 mm |
| Breite           | 1820 mm |
| Höhe             | 1190 mm |
| Leergewicht      | 1480 kg |
|                  | |
| Fahrleistungen   | |
| Vmax             | 245 km/h |
| 0–100 km/h       | 6,5 s |
|                  | |
| Stückzahl        | 1217 Exemplare |

## Galerie

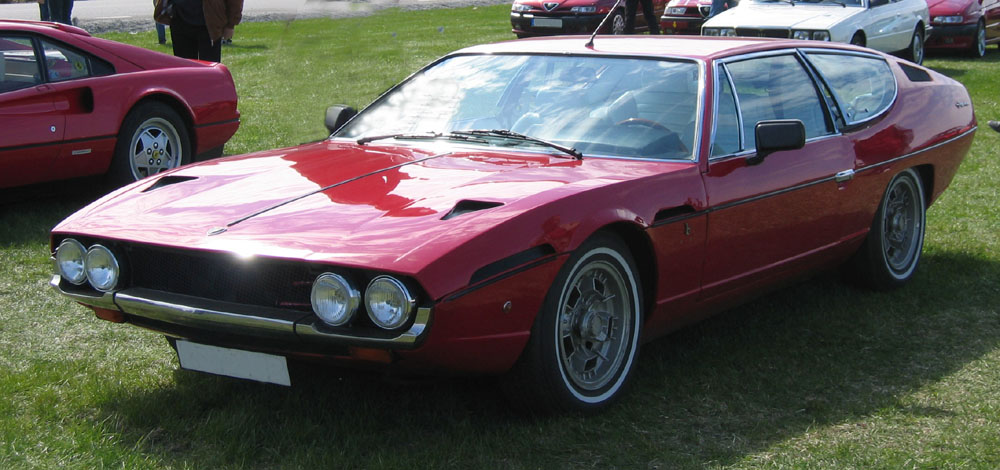
1972 Lamborghini Espada S2
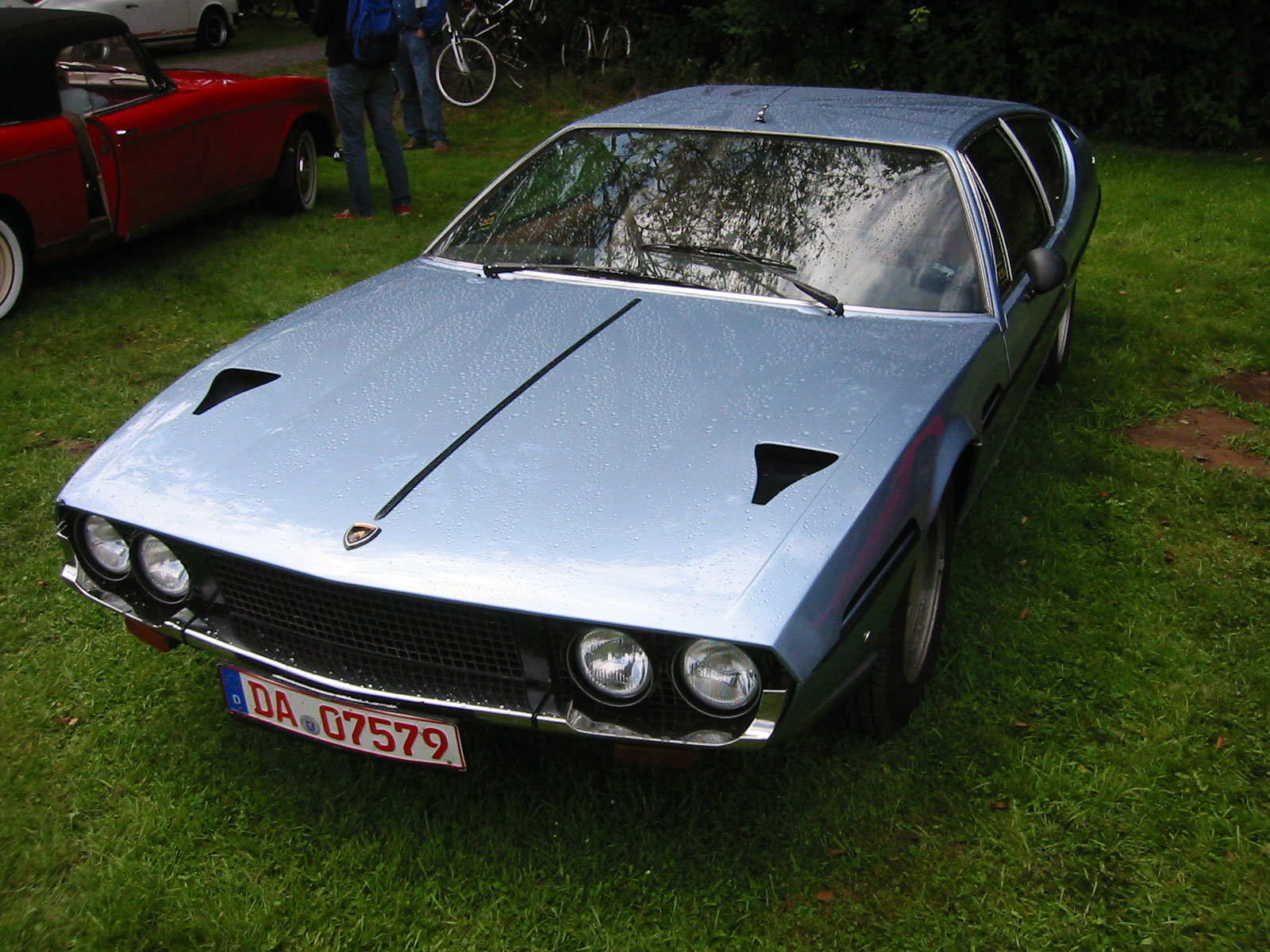
Frontansicht
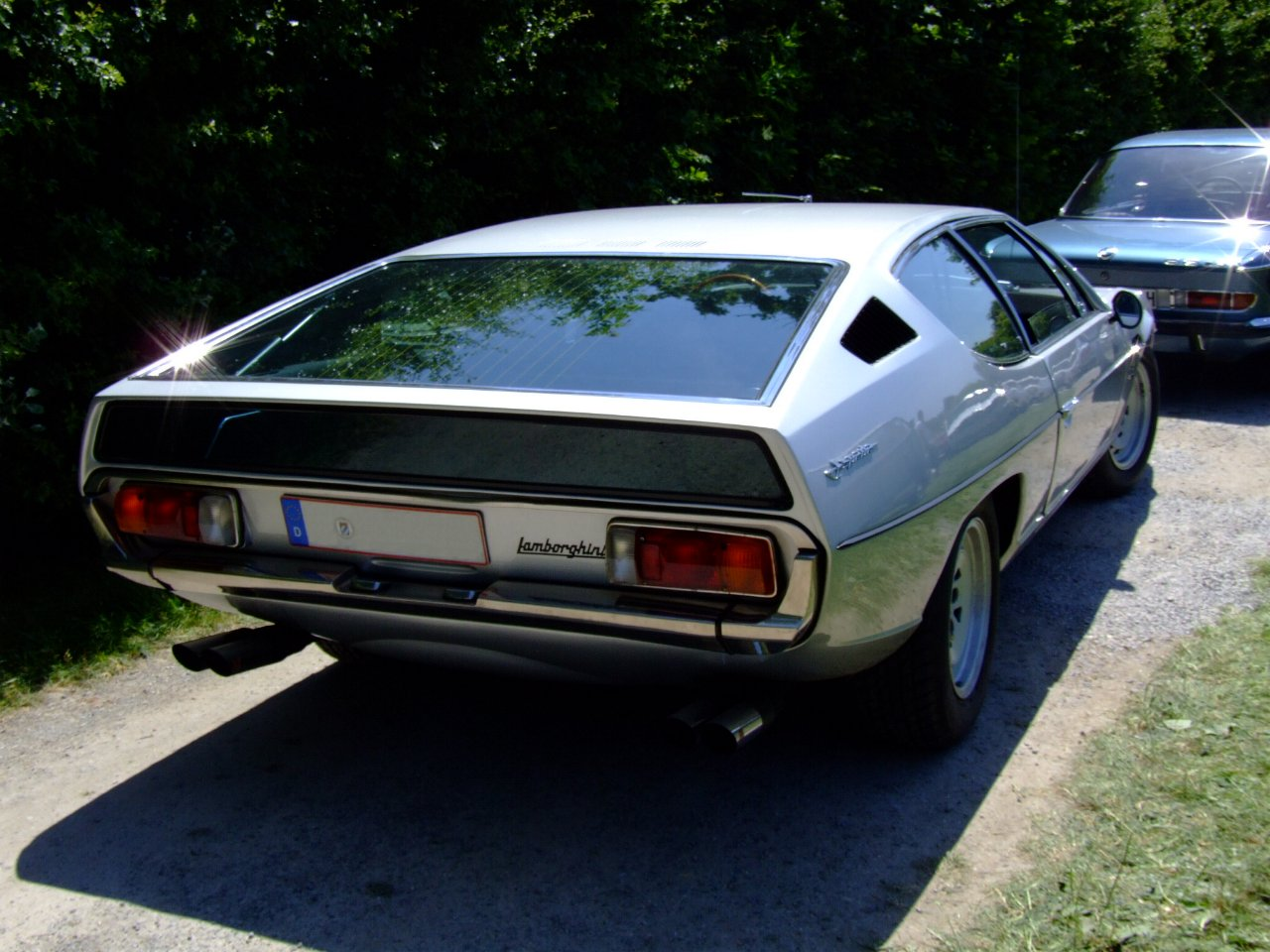
Heckansicht
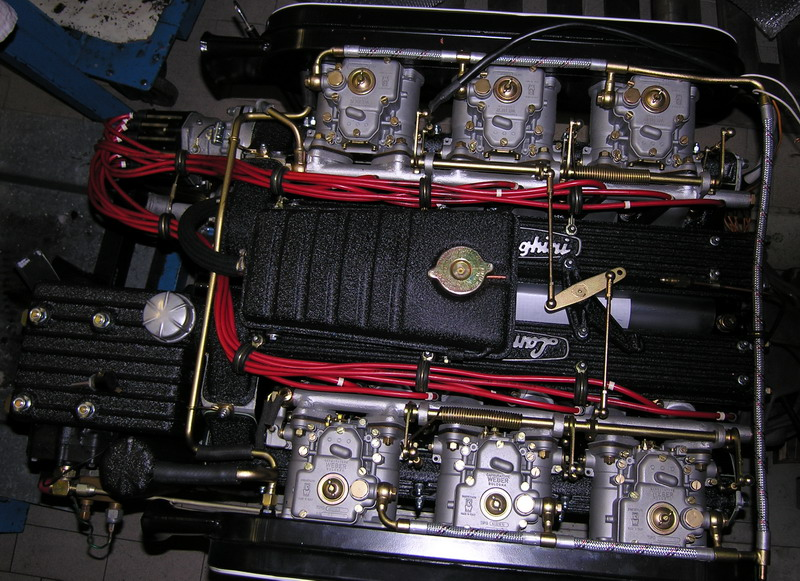
V12-Motor mit einem Verteiler und Klimakompressor